# Il figlio di Babbo Natale
Il figlio di Babbo Natale (Arthur Christmas) è un film d'animazione del 2011 diretto da Sarah Smith e co-diretto da Barry Cook e con protagonisti James McAvoy, Hugh Laurie, Jim Broadbent e Bill Nighy. Il film, prodotto dalla Aardman Animations e dalla Sony Pictures Animation è girato con l'uso della computer grafica ed è stato distribuito anche in 3-D.

## Trama
Alla vigilia di Natale Babbo Natale, aiutato da un esercito di un milione di elfi, diretto e supervisionato dal figlio maggiore Steve, deve consegnare 2 miliardi di regali a tutti i bambini del mondo con slitta ultramoderna S-1. L'attuale Babbo Natale, Malcolm Claus e gli elfi di Natale consegnano regali a tutti i bambini del mondo utilizzando attrezzature avanzate e precisione militare coordinati dal comando del Polo Nord. Nel frattempo, suo figlio minore - il goffo, nervoso, ma entusiasta Arthur - risponde devotamente alle lettere a Babbo Natale.
Durante una delle operazioni di consegna in Francia, un bambino si è svegliato durante la consegna. Segue un'operazione di precisione per evitare il peggio e, per la tensione, un elfo del comando si appoggia inavvertitamente a un pulsante, facendo cadere un regalo dalla linea di alimentazione che resta nascosto.
Al termine delle consegne tutti festeggiano e lo fa anche Steve che spera di succedere al padre.
Durante la cena di Natale in famiglia con Malcom Claus, Margaret, la moglie di Babbo Natale, Nonno Natale, Steve e Arthur, un elfo, Bryony Shelfley, ha trovato il regalo mancante: la Pinky Princess, la bicicletta tanto desiderata dalla piccola Gwen, alla cui lettera Arthur aveva risposto personalmente. Steve sostiene che un regalo perso su miliardi è un errore accettabile la cui correzione può attendere qualche giorno, citando il Natale di quest'anno come il più riuscito della storia. Non è così per Arthur, il figlio minore di Babbo Natale, che per consegnare l'ultimo regalo mette in atto una folle missione a sole due ore dall'alba del Natale.
Con l'aiuto dell'ultracentenario Nonno Natale, le storiche renne, la slitta originale e l'elfo incartatore Bryony, Arthur affronta le sue paure e si impegna con tutto se stesso per far sì che la piccola Gwen, la mattina di Natale possa trovare il suo regalo sotto l'albero. I tre alla fine vengono scambiati per alieni e causano un incidente militare internazionale, come già accadde anni prima, quando Nonno Natale partì con la vecchia Eve (la slitta) e incappò nella Crisi dei missili di Cuba, rischiando di causare (come lui stesso dice) la terza guerra mondiale. Arthur apprende, con sua grande delusione, che il vero motivo di Nonno Natale è quello di soddisfare il proprio ego. Le sue speranze sono ulteriormente vanificate quando Steve mostra ad Arthur che il loro padre è andato a letto, per far pensare ad Arthur che nemmeno a Malcolm importa dell'ultimo regalo.
Bloccato a Cuba dopo aver perso la slitta, Arthur riacquista il suo spirito natalizio quando rilegge la lettera di Gwen e si rende conto che, anche se suo padre e Steve non si preoccupano, Gwen continuerà a credere in Babbo Natale. Riuscito a recuperare la slitta, ma perso il GPS di Bryony, vanno verso l'Inghilterra. Nel frattempo, gli elfi diventano sempre più allarmati dalle voci sulla consegna trascurata e sull'apparente indifferenza. In risposta, Malcolm, Margaret e Steve prendono l'S-1 e cercano di rimediare consegnando un regalo superiore, ma al bambino sbagliato. Cercando di farcela senza Steve o gli elfi, Malcolm è finalmente costretto ad ammettere che non è più all'altezza del lavoro.
Arthur raggiunge l'Inghilterra e corre verso la casa di Gwen dove si ritrovano tutti i quattro della famiglia Claus: Malcom, Steve, Arhur e il Nonno. Tutti, tranne Arthur, litigano su chi deve mettere il regalo sotto l'albero. Notando che solo Arthur si interessa davvero dei sentimenti della ragazza, gli altri tre si rendono conto collettivamente che è l'unico degno successore.

## Produzione
Il figlio di Babbo Natale è il primo film prodotto in collaborazione dalla Aardman Animations e dalla Sony Pictures Animation. Venne inizialmente annunciato nel 2007 con il nome di Operation Rudolph. Aardman e Sony hanno trascorso diciotto mesi in fase di pre-produzione per decidere la storia e il design dei personaggi, dopo di che passarono alla fase di produzione negli studi della Sony di Culver City, impiegando altri diciotto mesi.

## Distribuzione
Il 7 dicembre 2010 è stato distribuito il primo teaser trailer ufficiale del film. Dopo circa due settimane, il 21 dicembre, venne distribuito anche un trailer in lingua italiana, che indicava come titolo del film Arthur Christmas - Il figlio di Babbo Natale. Il 12 luglio 2011 è stato distribuito un secondo trailer in lingua inglese ed il 4 ottobre 2011 la Sony ha distribuito il full trailer ed il trailer internazionale del film. Il 10 ottobre 2011 è stato distribuito il secondo trailer in italiano, che riprende le stesse scene del secondo trailer in inglese. Un terzo trailer italiano, che spiega nel dettaglio la trama del film, è stato distribuito dalla Warner Bros. il 21 novembre.
Il film è uscito in anteprima mondiale l'11 novembre 2011 in Gran Bretagna e Irlanda, mentre è stato distribuito nei cinema statunitensi a partire dal 23 novembre. In Italia è stato proiettato nei cinema a partire dal 23 dicembre 2011.